# Nhạc đương đại
Trong định nghĩa rộng và phổ thông, Nhạc đương đại (Contemporary music) là nhạc thời hiện tại, nhạc đương thời, là bất kỳ âm nhạc nào được viết trong ngày nay, có thể thuộc nhiều thể loại nhạc khác nhau.
Tuy nhiên, về mặt thuật ngữ âm nhạc chuyên môn và phân chia thời kỳ âm nhạc, Nhạc đương đại được hiểu là sự hiện đại hóa của loại Nhạc nghệ thuật (art music, còn gọi là "Dòng nhạc chính thống" hay "nhạc bác học"), đặc biệt là khí nhạc của dòng nhạc cổ điển và bán cổ điển Tây phương, là sự mở rộng của Nhạc Cổ điển đương đại và có thể bao gồm những loại nhạc sau đây:
- Thời kỳ sau năm 1945, Âm nhạc hiện đại (hay còn gọi là "Trào lưu nhạc mới" - Modernism) sau khi Anton Webern qua đời [1] (kể cả Âm nhạc chuỗi (serial music hay total serial music), Âm nhạc cụ thể (concrete music, có thể là sự sắp đặt âm thanh với các tiếng động thu từ thế giới tự nhiên), Nhạc thể nghiệm (experimental music), Nhạc phi giai điệu hay Nhạc phi chủ âm (atonal music, tức là nhạc không được viết theo một giọng (gamme, key) nhất định), v.v...
- Trong ý nghĩa thâu hẹp, Nhạc đương đại được hiểu là Nhạc Cổ điển đương đại (sau năm 1975) [2], bao gồm Âm nhạc hậu-hiện đại (post-modern music), Nhạc âm phổ (spectral music), Nhạc tối giản (minimalist music), Nhạc điện thanh (electro acoustical music hay electronic-computer music), Nhạc ngẫu nhiên (aleatoric music) v.v....

Nói chung trong nghĩa hẹp, trước hết Nhạc đương đại bao gồm những tác phẩm khí nhạc thuộc dòng nhạc chính thống của châu Âu đầu thế kỷ 20 - những tác phẩm âm nhạc phủ nhận hệ thống giọng điệu đã tồn tại gần 3 thế kỷ. Nhạc đương đại hiểu theo nghĩa này là nhạc được phát triển lên từ âm nhạc cổ điển, gồm các dòng nhạc soạn cho dàn nhạc giao hưởng, cho hòa tấu hoặc độc tấu nhạc cụ, cho dàn hợp xướng .
Trong bối cảnh Nhạc phổ thông, từ ngữ Nhạc đương đại đôi khi được đùng để mô tả vài xu hướng nhạc đương thời . Các loại hình nhạc Pop (Nhạc phổ thông), nhạc Jazz của thập niên 80 và 90, tuy có thể coi là đương đại trong thời kỳ đó, nhưng sẽ không còn được xem là đương thời trong thế kỷ 21 hiện tại. Với tốc độ tăng trưởng nhanh chóng của ngành công nghiệp âm nhạc, đặc biệt trong 5 năm gần đây đã giới thiệu nhiều thể loại nhạc chưa bao giờ nghe nói tới trước đó. Do đó, thuật ngữ Nhạc đương đại còn có thể được định nghĩa thay đổi, theo xu hướng thị trường hiện nay.